# 德奧多羅奧運白水體育場
奧運白水體育場（Olympic Whitewater Stadium）是一個位於巴西里約熱內盧德奧多羅的體育場地。此處為2016年夏季奧林匹克運動會輕艇比賽激流賽事的舉辦場所。